# Carl Wery

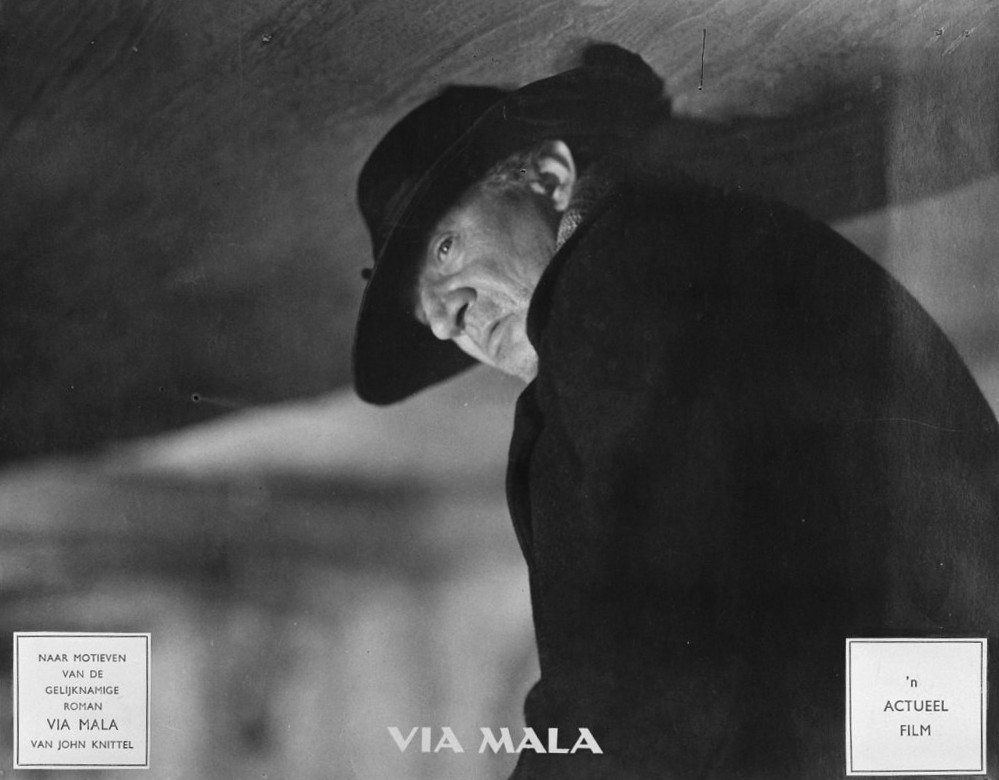
Carl Wery in dem Film Via Mala (1945)

Carl Sebastian Martin Wery de Lemans (* 7. August 1897 in Trostberg, Obb.; † 14. März 1975 in München) war ein deutscher Schauspieler und Hörspielsprecher.

## Leben
Der aus einer hugenottischen Familie stammende Beamtensohn absolvierte nach dem Abitur eine kaufmännische Ausbildung und arbeitete zunächst als Industriekaufmann in einer Holzfirma, deren Direktor er zuletzt war. Im Ersten Weltkrieg diente Wery ab 1916 in der bayerischen Armee, wurde 1917 am Chemin des Dames verwundet und 1918 als Unteroffizier entlassen. Wery, der bereits als Schüler Schauspielunterricht erhalten hatte, entschied sich dann jedoch für eine Bühnenkarriere. Bei Fritz Ulmer nahm er privaten Schauspielunterricht und gab 1929 sein Debüt als Faust am Theater Bielefeld. Er war dann zwei Jahre in Münster engagiert und spielte ab 1932 in Berlin am Renaissance-Theater und am Schillertheater. Nach 1934 wirkte er bis 1948 an den Münchner Kammerspielen.
1932 erhielt er seine erste Filmrolle, doch lange Zeit blieb er als Filmschauspieler wenig bekannt. Er stand 1944 in der Gottbegnadeten-Liste des Reichsministeriums für Volksaufklärung und Propaganda.
Erst nach dem Zweiten Weltkrieg übernahm er Hauptrollen, oft in Zusammenarbeit mit seiner Ehefrau, der Drehbuchautorin Erna Fentsch. Der Mann mit dem unverwechselbaren zerfurchten Gesicht wurde zur Idealbesetzung für schwierige Charaktere.

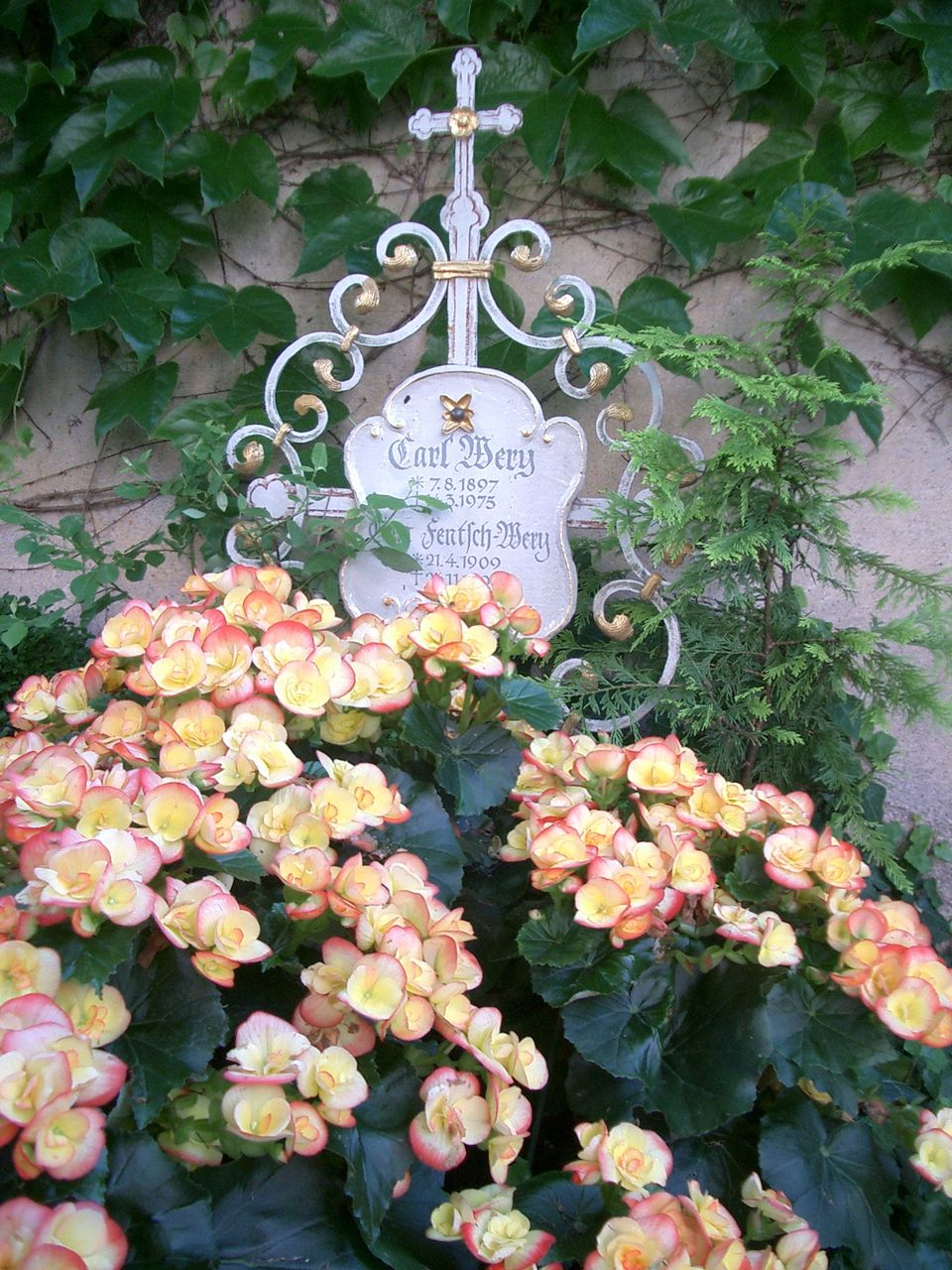
Grab auf dem Bogenhausener Friedhof

Er war der Brandner Kaspar, der den Tod zu überlisten versucht. Er spielte in Es geschah am 20. Juli den Generaloberst Friedrich Fromm, der sich halbherzig auf die Seite der Hitler-Attentäter stellt und sie dann doch erschießen lässt. Wery spielte die Titelrolle in Der Meineidbauer und war ähnlich einprägsam als unbeugsamer Pfarrer Kneipp in Sebastian Kneipp – Ein großes Leben. In Die grünen Teufel von Monte Cassino hat er mehr die Nebenrolle eines Generals gespielt.
1960 verkörperte er zusammen mit Annie Rosar in dem Film Am Galgen hängt die Liebe ein altes Ehepaar, das während des Zweiten Weltkriegs in Griechenland Freund und Feind Gastfreundschaft gewährt und dafür in den Tod geht. In dem Fernsehspiel Ein Weihnachtslied in Prosa oder Eine Geistergeschichte zum Christfest spielte er überzeugend die Rolle des Ebenezer Scrooge. Seine komödiantischen Fähigkeiten bewies er im 1965 gedrehten zweiten Teil der Verfilmung von Ludwig Thomas Lausbubengeschichten (Tante Frieda – Neue Lausbubengeschichten) als furchterregender Erzieher („Hauptmann Semmelmaier“) des kleinen Ludwig Thoma (Hansi Kraus), dem dieser seinen Rauschebart abschneidet. Danach musste Carl Wery sich aus gesundheitlichen Gründen ins Privatleben zurückziehen.
Seit 1947 war er auch umfangreich als Hörspielsprecher, vorwiegend beim Bayerischen Rundfunk tätig. In den meisten Produktionen sprach er eine der Hauptrollen, wie 1955 an der Seite von Lina Carstens in dem Original-Hörspiel Philemon und Baucis, für das der Autor Leopold Ahlsen im Jahr darauf mit dem renommierten Hörspielpreis der Kriegsblinden ausgezeichnet wurde.
Er wurde auf dem alten Bogenhausener Friedhof in München beigesetzt (Grab Mauer rechts Nr. 1).

## Filmografie
- 1933: Der Läufer von Marathon
- 1933: Keinen Tag ohne Dich
- 1933: Anna und Elisabeth
- 1933: Drei Kaiserjäger
- 1935: Königswalzer
- 1939: Wasser für Canitoga
- 1939: Fasching
- 1939: Gold in New Frisco
- 1939: Der ewige Quell
- 1940: Weltraumschiff I startet
- 1940: Feinde
- 1940: Was will Brigitte?
- 1941: Venus vor Gericht
- 1941: Kameraden
- 1941: Der verkaufte Großvater
- 1941: Die See ruft
- 1942: Kleine Residenz
- 1945: Via Mala
- 1948: Frau Holle
- 1949: Tromba
- 1949: Die seltsame Geschichte des Brandner Kaspar
- 1951: Dr. Holl
- 1951: Blaubart
- 1951: In München steht ein Hofbräuhaus
- 1951: Das letzte Rezept
- 1952: Heidi
- 1952: Die große Versuchung
- 1952: Hab’ Sonne im Herzen
- 1953: Ein Herz spielt falsch
- 1953: Ave Maria
- 1953: Liebeserwachen
- 1954: Hochzeitsglocken
- 1954: Konsul Strotthoff
- 1954: Columbus entdeckt Krähwinkel
- 1954: Und der Himmel lacht dazu (Bruder Martin)
- 1954: Heidi und Peter
- 1955: Es geschah am 20. Juli
- 1955: San Salvatore
- 1956: Rosen für Bettina
- 1956: Nina
- 1956: Der Meineidbauer
- 1956: Ohne Dich wird es Nacht
- 1956: Schwarzwaldmelodie
- 1956: Die Christel von der Post
- 1957: Der Bauerndoktor von Bayrischzell
- 1957: Der Pfarrer von St. Michael
- 1957: Ein Amerikaner in Salzburg
- 1957: Meine schöne Mama
- 1957: Die Panne
- 1958: Die grünen Teufel von Monte Cassino
- 1958: Der Elefant im Porzellanladen
- 1958: Nackt wie Gott sie schuf
- 1958: Sebastian Kneipp – Ein großes Leben
- 1959: Kriegsgericht
- 1959: Arzt aus Leidenschaft
- 1959: Ein Sommer, den man nie vergißt
- 1960: Der Tod im Apfelbaum
- 1960: Stefanie in Rio
- 1960: Am Galgen hängt die Liebe
- 1960: Ein Weihnachtslied in Prosa oder Eine Geistergeschichte zum Christfest (TV)
- 1960: Heimweh nach dir, mein grünes Tal (Mein Vaterhaus steht in den Bergen)
- 1961: Frau Irene Besser
- 1961: Die Liebe ist ein seltsames Spiel (Cariño mio)
- 1962: Der Pastor mit der Jazztrompete
- 1964: Lausbubengeschichten
- 1965: Tante Frieda – Neue Lausbubengeschichten
- 1965: Die Reise nach Steiermark (TV)

## Hörspiele
- 1947: Geister, Gänger und Gesichter – Regie: Harald Braun
- 1947: Der zerbrochene Krug (nach Heinrich von Kleist) – Regie: Walter Ohm
- 1948: Die schlaue Susanne – Regie: Helmut Brennicke
- 1948: Ankunft bei Nacht – Regie: Fritz Benscher
- 1948: Galileo Galilei (nach Bertolt Brecht) – Regie: Fritz Benscher
- 1948: Das Lied von Bernadette (nach Franz Werfel) – Regie: Walter Ohm
- 1948: Der Prozeß Mary Dugan – Regie: Fritz Benscher
- 1948: Der Bär (nach Anton Pawlowitsch Tschechow) – Regie: Walter Ohm
- 1949: Zwischen Abend und Morgen – Regie: Carl Ballhaus
- 1949: Schuld und Sühne (nach Fjodor Michailowitsch Dostojewski) – Regie: Walter Ohm
- 1949: Prinzessin Leonore – Regie: Kurt Wilhelm
- 1949: Der Berg der Stummen (Das Lied der Augile) – Regie: Walter Ohm
- 1949: Wasser und Whisky – Regie: Peter Hausser
- 1949: Ein Weihnachtslied – Regie: Heinz-Günter Stamm
- 1950: Santa Maria von Toledo – Regie: Albert Hörrmann
- 1950: Der Jagerloisl (nach Ludwig Thoma) – Regie: Albert Hörrmann
- 1950: Frau im Morgengrauen – Regie: Walter Ohm
- 1950: Die Konferenz der Tiere (nach Erich Kästner) – Regie: Kurt Wilhelm
- 1950: Johannesburg – Regie: Walter Ohm
- 1950: Nichts von Bedeutung (von Dietmar Schönherr) – Regie: Heinz-Günter Stamm
- 1950: Der Zentaur – Regie: Walter Ohm
- 1950: Der Kater Tom und der Mann mit der weißen Weste (nach Arthur Miller) – Regie: Kurt Wilhelm
- 1950: Station D im Eismeer – Regie: Heinz-Günter Stamm
- 1951: Der Passauer Wolf – Regie: Walter Ohm
- 1951: Der Windhund – Regie: Fritz Benscher
- 1951: Die verlorenen Jahre – Regie: Heinz-Günter Stamm
- 1951: Clarissa (nach Gotthold Ephraim Lessing) – Regie: Friedrich-Carl Kobbe
- 1951: Der große Nachtgesang – Regie: Heinz-Günter Stamm
- 1953: Bruder an der Pforte – Regie: Walter Ohm
- 1953: Abschied in Taganrog – Regie: Heinz-Günter Stamm
- 1953: Das Wunder des Malachias – Regie: Walter Ohm
- 1954: Hiob im Moor – Regie: Peter Glas
- 1954: Begegnung mit Susanne – Autor und Regie: Kurt Wilhelm
- 1955: Philemon und Baucis (von Leopold Ahlsen) – Regie: Walter Ohm
- 1955: Eine Lanze für die Freiheit (nach Max Frisch) – Regie: Walter Ohm
- 1955: Dr. Dr. Hippolyt Leibetseder (von Josef Martin Bauer) – Regie: Helmut Brennicke
- 1955: Die Chinesische Mauer (nach Max Frisch) – Regie: Walter Ohm
- 1956: Apostel der Hexen – Regie: Otto Kurth
- 1956: Indianische Ballade – Regie: Otto Kurth
- 1956: Die Brautfahrt zu Petersburg (nach Nikolai Wassiljewitsch Gogol) – Regie: Willy Purucker
- 1956: Julia (nach Friedrich Hebbel) – Regie: Friedrich-Carl Kobbe
- 1957: Die Göttliche Komödie des Dante Alighieri – Die Hölle – Regie: Otto Kurth
- 1957: Der Mensch im Schilderhaus – Regie: Heinz-Günter Stamm
- 1957: Der Ruepp (nach Ludwig Thoma) – Regie: Hermann Wenninger
- 1957: Macbeth (nach William Shakespeare) – Regie: Heinz-Günter Stamm
- 1957: Der bayerische Erzengel – Regie: Walter Ohm
- 1958: Wilhelm Tell (nach Friedrich Schiller) – Regie: Heinz-Günter Stamm
- 1958: Der Richter von Zalamea – Regie: Walter Ohm
- 1958: Der seidene Schuh oder Das Schlimmste trifft nicht immer zu. Spanische Handlung in vier Tagen – Regie: Otto Kurth
- 1958: Kettchen – Regie: Heinz-Günter Stamm
- 1958: Das goldene Herz – Regie: Walter Ohm
- 1959: Die Feigenblattgondel – Regie: Walter Ohm
- 1959: Die Reise nach Steiermark (von Josef Martin Bauer) – Regie: Edmund Steinberger
- 1959: Das Lied von Bernadette (nach Franz Werfel) – Regie: Heinz-Günter Stamm
- 1959: Maria Stuart (nach Friedrich Schiller) – Regie: Egon Monk
- 1959: Die Räuber (nach Friedrich Schiller) – Regie: Heinz-Günter Stamm
- 1960: George Washington Carver. Lohn der Geduld – Regie: Hans Quest
- 1960: Der Passauer Wolf – Regie: Edmund Steinberger
- 1960: Der Privatdetektiv – Regie: Raoul Wolfgang Schnell
- 1960: Die wunderbare Heilung oder Gift und Gegengift – Regie: Otto Kurth
- 1961: Der Fremde jenseits des Flusses – Regie: Walter Ohm
- 1961: Bericht von Apfelbäumen – Regie: Gustav Burmester
- 1961: Jon und die großen Geister – Regie: Heinz von Cramer
- 1961: Der Briefträger ging vorbei – Regie: Gustav Burmester
- 1961: Professor Toti – Regie: Rolf von Goth
- 1961: Ein Zwischenfall – Regie: Gustav Burmester
- 1961: Die Stunde Null war drei Uhr fünfzehn (nach Rolf und Alexandra Becker) – Regie: Walter Netzsch
- 1961: Robinson soll nicht sterben – Regie: Walter Ohm
- 1962: Glücklich, wer eine gute Reise getan – Regie: Theodor Fischer
- 1962: Tiger – Tiger – Regie: Helmut Brennicke
- 1962: Immobilien – Regie: Edmund Steinberger
- 1963: Prozeß Mathias Klostermayer – Regie: Walter Ohm
- 1964: Träume (von Günter Eich) – Regie: Otto Kurth
- 1964: Gebt euch nicht der Trauer hin – Regie: Hellmuth Kirchammer
- 1964: Die Bürger von Calais – Regie: Heinz von Cramer
- 1964: Das Haus im Wald – Regie: Otto Kurth
- 1965: Der Kapitän – Regie: Heinz-Günter Stamm

## Nachlass
Der literarische Nachlass von Carl Wery wird im Literaturarchiv der Monacensia in München verwahrt.